# Albatros czarnonogi
Albatros czarnonogi (Phoebastria nigripes) – gatunek dużego ptaka morskiego z rodziny albatrosów (Diomedeidae). Monotypowy.

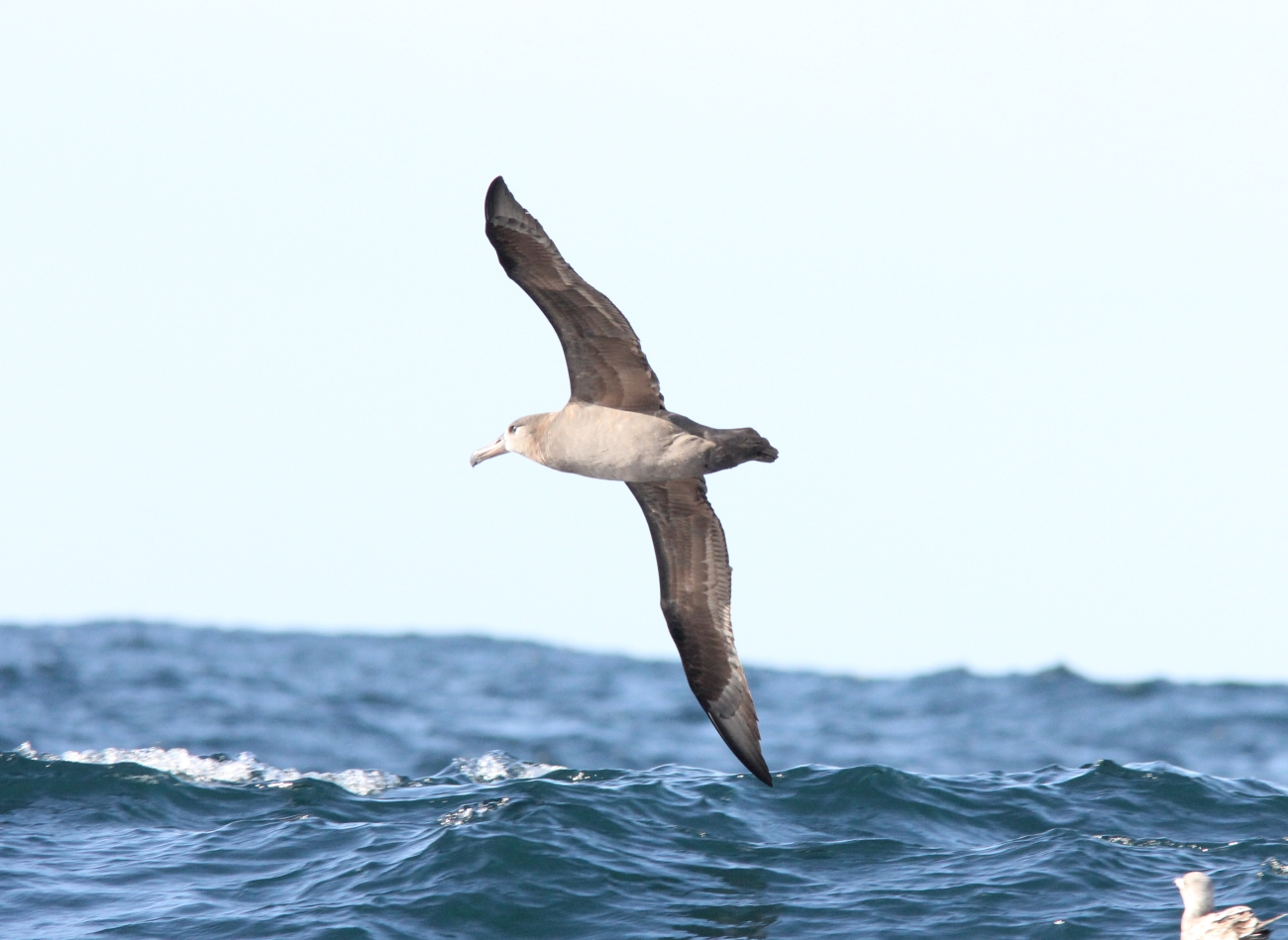
Albatros czarnonogi w locie

WyglądBrak dymorfizmu. Skrzydła brązowe; obrączka wokół nasady dzioba, plama z tyłu oka biała, reszta ciała brunatna, dziób zielonobrązowy, nogi czarne. Upierzenie robi się białe z wiekiem, brzuch staje się jasny, podobnie jak pokrywy podogonowe i kuper; dziób blaknie do żółtawego lub różowego, a nogi robią się ciemnożółte.
RozmiaryDługość ciała 64–74 cm, rozpiętość skrzydeł 193–216 cm; masa ciała 2,2–4,3 kg.
Zasięg, środowiskoGniazda zakłada na Północno-Zachodnich Wyspach Hawajskich, niektórych z Dalekich Wysp Mniejszych Stanów Zjednoczonych oraz na czterech odległych wyspach należących do Japonii, w tym na Torishimie. Największe kolonie lęgowe znajdują się na atolach Midway i Laysan. Rozprasza się na dużym obszarze nad północnym Pacyfikiem, zwłaszcza w kierunku północno-wschodnim, sięgając wybrzeży Ameryki Północnej, gdzie najbardziej pospolity jest latem i jesienią. Sporadycznie odnotowywany na półkuli południowej.
PożywienieŻywi się ikrą ryb latających, kałamarnicami, rybami i skorupiakami, ale też odpadkami wyrzucanymi przez ludzi, w tym resztkami ryb.
StatusMiędzynarodowa Unia Ochrony Przyrody (IUCN) od 2013 roku uznaje albatrosa czarnonogiego za gatunek bliski zagrożenia (NT – Near Threatened). Wcześniej – od roku 2000 miał status gatunku narażonego (VU – Vulnerable), od 2003 roku status gatunku zagrożonego (EN – Endangered), a w 2012 roku znów otrzymał status gatunku narażonego. Liczebność populacji w 2012 roku szacowano na około 69 tysięcy par lęgowych; trend liczebności uznaje się za rosnący. Główne zagrożenie dla gatunku to zaplątywanie się w sieci rybackie i takle (długie sznury z haczykami) – w ten sposób ginie około 6–10 tysięcy ptaków rocznie. U schyłku XX wieku do znacznego spadku liczebności przyczyniły się polowania dla piór, jednak proceder ten powstrzymano i populacja się odbudowała.